# Hrvoje Horvat (stariji)
Hrvoje Horvat - Cveba (Bjelovar, 22. svibnja 1946.) - hrvatski rukometaš, rukometni reprezentativac i trener.

## Životopis
Rođen je u Bjelovaru. Prve dvije godine živio je u Ivanskoj, gdje mu je radio otac. Rukometom se počeo baviti vrlo rano. Već s 15 godina, postao je igrač prve momčadi RK "Partizan" Bjelovar. U proljeće 1962. godine, dobio je rukometni dres s brojem 7, koji je nosio do kraja karijere u bjelovarskom klubu. Poznat je bio pod nadimkom "Cveba", koji je dobio po psu iz romana "Državni neprijatelj broj 1" književnika Mate Lovraka. 
U jesen 1962. godine, postao je standardni igrač prve momčadi i sve do posljednje utakmice za RK "Partizan", punih 16 godina, do 1979. godine, bio je igrač početne sedmorke svake utakmice. Od 1962. do 1964. igrao je u juniorskoj reprezentaciji SR Hrvatske. Trenirao je više od drugih. Surađivao je sa Zvonkom Ivekovićem, tadašnjim atletskim reprezentativcem u trčanju preko prepona. 
Prvi put je pozvan u jugoslavensku reprezentaciju 28. kolovoza 1964. Prvu utakmicu igrao je na «Kohasz kupu» protiv tadašnjih svjetskih prvaka Rumunja. Postigao je tri gola i bio među najboljim igračima. Uskoro je postao standardni reprezentativac. S klubom je osvojio 8 naslova prvaka jugoslavenske rukometne lige. Bio je redovito ponajbolji igrač. U sezoni 1966./1967. u kupu europskih prvaka, RK "Partizan" Bjelovar, došao je od polufinala izgubivši od praške Dukle. S klubom je 19. veljače 1972. postao klupski prvak Europe, pobijedivši u finalu Gummersbach rezultatom 19:14 u dvorani Westfallenhalle u Dortmundu pred 13 000 gledatelja. 
Nastupio je za reprezentaciju na Olimpijskim igrama u Münchenu 1972. i Montrealu 1976. U Münchenu je osvojio zlato s reprezentacijom Jugoslavije. Igrao je svih 6 utakmica i postigao 15 golova. U Montrealu je reprezentacija bila peta. Ponovno je igrao sve utakmice i postigao 15 golova. Osvojio je dvije brončane medalje s reprezentacijom na svjetskim prvenstvima u Francuskoj 1970. i u Njemačkoj DR 1974.
Rekorder je po broju nastupa za rukometnu reprezentaciju Jugoslavije - 231 nastup te treći najbolji strijelac reprezentacije s 621 pogotkom, 2,69 po utakmici.
Diplomirao je na Pravnom fakultetu u Zagrebu. Trenutačno živi i radi kao trener u njemačkom Coburgu.
Ima dvije kćeri i sina. Starija kći Jasenka udovica je rukometnog reprezentativca Iztoka Puca, mlađa kći Vanja bivša je supruga nogometnog reprezentativca i trenera Zorana Mamića, a sin Hrvoje bivši je rukometni reprezentativac i izbornik hrvatske rukometne reprezentacije.